# Afrotyphlops rondoensis
Espèce
Synonymes
- Typhlops tettensis rondoensis Loveridge, 1942
- Typhlops rondoensis Loveridge, 1942

Afrotyphlops rondoensis est une espèce de serpents de la famille des Typhlopidae. 

## Répartition
Cette espèce est endémique du Sud-Est de la Tanzanie.

## Étymologie
Son nom d'espèce, composé de rondo et du suffixe latin -ensis, « qui vit dans, qui habite », lui a été donné en référence au lieu de sa découverte, le plateau Rondo.

## Publication originale
- Loveridge, 1942 : Scientific results of a fourth expedition to forested areas in east and central Africa. IV. Reptiles. Bulletin of the Museum of Comparative Zoology, Harvard, vol. 91, no 4, p. 237-373 (texte intégral).